# Wapato (Washington)
Wapato je grad u američkoj saveznoj državi Washington. Prema popisu stanovništva iz 2010. u njemu je živjelo 4.997 stanovnika.